# Шуда-Сола
Шуда-Сола — река в России, протекает по Советскому и Оршанскому районам Республики Марий Эл. Устье реки находится в 156 км по левому берегу реки Малой Кокшаги. Длина реки составляет 12 км, площадь водосборного бассейна 37,8 км².

## Течение
Исток реки находится на западных склонах Вятского Увала у деревни Энгерсола в 11 км к северо-западу от посёлка Советский. Река течёт на северо-запад, протекает деревни Лай-Сола, Кельмак-Сола, Шуда-Сола, Воскресенский. Впадает в Малую Кокшагу восточнее села Пуял. Высота устья — 94,0 м над уровнем моря.

## Данные водного реестра
По данным государственного водного реестра России относится к Верхневолжскому бассейновому округу, водохозяйственный участок реки — Волга от Чебоксарского гидроузла до города Казань, без рек Свияга и Цивиль, речной подбассейн реки — Волга от впадения Оки до Куйбышевского водохранилища (без бассейна Суры). Речной бассейн реки — (Верхняя) Волга до Куйбышевского водохранилища (без бассейна Оки).
Код объекта в государственном водном реестре — 08010400712112100001081.